# Anakapalle
Anakapalle là một thành phố và khu đô thị của huyện Visakhapatnam thuộc bang Andhra Pradesh, Ấn Độ.

## Địa lý
Anakapalle có vị trí 17°41′B 83°01′Đ / 17,68°B 83,02°Đ Nó có độ cao trung bình là 26 mét (85 feet).

## Nhân khẩu
Theo điều tra dân số năm 2001 của Ấn Độ, Anakapalle có dân số 84.523 người. Phái nam chiếm 50% tổng số dân và phái nữ chiếm 50%. Anakapalle có tỷ lệ 67% biết đọc biết viết, cao hơn tỷ lệ trung bình toàn quốc là 59,5%: tỷ lệ cho phái nam là 73%, và tỷ lệ cho phái nữ là 60%. Tại Anakapalle, 10% dân số nhỏ hơn 6 tuổi.